# Teloch
Pour les articles homonymes, voir Iversen.
 (janvier 2015).
Si vous disposez d'ouvrages ou d'articles de référence ou si vous connaissez des sites web de qualité traitant du thème abordé ici, merci de compléter l'article en donnant les références utiles à sa vérifiabilité et en les liant à la section « Notes et références ».
Morten Bergeton Iversen, dit Teloch, né le 19 novembre 1974 à Oslo, est un guitariste et bassiste norvégien, officiant dans la scène black metal depuis 1992.
À cette date il crée Audr, un projet dont il est l'unique membre jusqu'en 1996, quand il s'associe à Blargh, pour devenir Nidingr. Le groupe a depuis sorti trois albums studio, sur lesquels on retrouve Alf Almén au chant, et Øyvind Myrvoll à la batterie depuis leur dernier album, Greatest Deceivers.
Teloch est aussi connu pour sa participation à d'autres groupes comme Umoral, Teeth and Thorns, NunFuckRitual (depuis 2006), The Konsortium (depuis 2009) et surtout Mayhem (au sein duquel il remplace Blasphemer depuis 2011). Il a aussi fait partie de 1349, God Seed et Ov Hell durant au moins une tournée. Enfin, il a aussi été ingénieur du son pour le groupe Orcustus.

## Discographie

### Avec Mayhem
- 2014 : Esoteric Warfare
- 2016: De Mysteriis Dom Sathanas Alive
- 2019: Daemon

### Avec Nidingr
- 1996 : Rehearsal 1996 (Demo)
- 1999 : Demo 99' (Demo)
- 2005 : Sorrow Infinite and Darkness
- 2010 : Wolf-Father
- 2012 : Greatest Deceivers
- 2017 : The High Heat Licks Against Heaven

### Avec Orcustus
- 2005 : Wrathrash (EP)

### Avec Umoral
- 2007 : Umoral (EP)

### Avec Teeth and Thorns
- 2010 : Godstained Perfection (split)

### Avec NunFuckRitual
- 2011 : In Bondage to the Serpent

### Avec The Konsortium
- 2011 : The Konsortium